# Нитра, Каролин
Каролин Нитра (нем. Carolin Nytra; род. 26 февраля 1985, Гамбург), в замужестве Дитрих (нем. Dietrich) — немецкая легкоатлетка, специалистка по барьерному бегу. Выступала за сборную Германии по лёгкой атлетике в 2007—2012 годах, бронзовая призёрка чемпионата Европы, победительница зимнего европейского первенства, пятикратная чемпионка немецкого национального чемпионата, участница двух летних Олимпийских игр.

## Биография
Каролин Нитра родилась 26 февраля 1985 года в Гамбурге, ФРГ.
Заниматься бегом начала в 1997 году, проходила подготовку в легкоатлетических клубах Бремена и Мангейма.
Впервые заявила о себе в лёгкой атлетике в сезоне 2007 года, став чемпионкой Германии в беге на 100 метров с барьерами. Попав в состав немецкой национальной сборной, выступила в этой дисциплине на летней Универсиаде в Бангкоке и на молодёжном чемпионате Европы в Дебрецене, где в финале финишировала шестой.
В 2008 году вновь выиграла немецкое национальное первенство. Благодаря череде удачных выступлений удостоилась права защищать честь страны на летних Олимпийских играх в Пекине — в программе бега на 100 метров с барьерами остановилась на стадии полуфиналов.
После пекинской Олимпиады Нитра осталась в составе легкоатлетической команды Германии на ещё один олимпийский цикл и продолжила принимать участие в крупнейших международных соревнованиях. Так, в 2009 году она в третий раз стала чемпионкой страны в барьерном беге на 100 метров, участвовала в зимнем европейском первенстве в Турине и в домашнем мировом первенстве в Берлине.
В 2010 году защитила звание чемпионки Германии в беге на 100 метров с барьерами, тогда как на соревнованиях в Лозанне установила свой личный рекорд в данной дисциплине — 12,57 секунды. Также побывала на чемпионате Европы в Барселоне, откуда привезла награду бронзового достоинства — в решающем финальном забеге уступила только турчанке Невин Яныт и ирландке Дервал О’Рурк. Заняла второе место на командном чемпионате Европы в Бергене, где в своей дисциплине проиграла только россиянке Татьяне Дектярёвой.
В 2011 году одержала победу в беге на 60 метров с барьерами на европейском первенстве в помещении в Париже.
В 2012 году в пятый раз завоевала звание чемпионки Германии. Выполнив олимпийский квалификационный норматив 12,96 секунды, благополучно прошла отбор на Олимпийские игры в Лондоне — здесь в беге на 100 метров с барьерами вновь сумела дойти только до стадии полуфиналов.
Из-за травмы Нитра вынуждена была взять длительный перерыв в спортивной карьере. Она планировала отобраться на Олимпийские игры в Рио-де-Жанейро, однако на предшествовавшем чемпионате Германии стала в своей дисциплине лишь четвёртой.
Окончила Ольденбургский университет имени Карла фон Осецкого, получив степень в области делового администрирования.
В 2007—2013 годах находилась в отношениях с прыгуном в длину Себастьяном Байером, но в 2014 году вышла замуж за тренера по лёгкой атлетике Никласа Дитриха.